# Bonte baardvogel
De bonte baardvogel (Eubucco versicolor) is een vogel uit de familie Capitonidae (Amerikaanse baardvogels). 

## Verspreiding en leefgebied
Deze soort komt voor van Peru tot Bolivia en telt drie ondersoorten:
- E. v. steerii: noordelijk Peru.
- E. v. glaucogularis: centraal Peru.
- E. v. versicolor: zuidelijk Peru en noordelijk Bolivia.

## Status
De grootte van de populatie is niet gekwantificeerd maar de soort wordt omschreven als niet algemeen voorkomend. Op de Rode lijst van de IUCN heeft deze soort de status niet bedreigd.